# اچ‌ام‌ان‌زداس آرابیس (کی۳۸۵)
اچ‌ام‌ان‌زداس آرابیس (کی۳۸۵) (به انگلیسی: HMNZS Arabis (K385)) یک کشتی بود که طول آن ۶۳٫۵ متر (۲۰۸ فوت) بود. این کشتی در سال ۱۹۴۴ ساخته شد.